# Velika sunčanica
Velika sunčanica (lat. Macrolepiota procera), sunčanica, srndakuša, šugavica, kišobranara, suncobran ili parazolka poznata je jestiva gljiva iz obitelji Agaricaceae, cijenjena i izvrsne kakvoće. Jedna je od većih gljiva, podsjeća na damski suncobran.

## Opis
- Klobuk velike sunčanice je širok od 10 do 30 centimetara (može doseći i 40 cm), u mladosti okrugao ili jajolik, na kraju otvoren i na obodu čehav, u središtu je vidljivo ispupčen, temeljna boja je sivosmeđa; pustenasto je nitast s velikim ljuskama; ispupčenje je tamnosmeđe i tvrdo.
- Listići su gusti, bijeli, mekani, drže se za ovratnik (lat. collarium) tako da su odmaknuti od stručka otprilike 1,5 mm.
- Stručak je visok od 20 do 40 centimetara, vitak, cilindričan, vlaknast, šupalj, tvrd, na dnu gomoljasto odebljan, smeđe išaran; nosi prsten pomičan po stručku.
- Meso je bijelo, mekano, nepromjenjivo,  na ispupčenju tvrdo, vlaknasto, u stručku tvrdo; miris ugodan, okus dobar, na lješnjake.
- Spore su eliptične, u masi bijele, 10 – 20 x 9 – 14 μm.

## Kemijske reakcije
S fenolom meso trenutno postaje smeđe, a s gvajakolom brzo postane plavozeleno. 

## Stanište
Raste po svim šumama, u ljeto i jesen.

## Upotrebljivost
Velika sunčanica je jestiva, izvrsne kakvoće; upotrebljava se samo klobuk jer je stručak vlaknast i tvrd; može se koristiti na razne načine.

## Slične vrste
Podosta je slična kuštrava sunčanica (lat. Chlorophyllum rhacodes) kojoj meso na presjeku pocrveni. Lepiota nympharum Kalch je također slična, ali je manje veličine i rub klobuka je više čehast. Postoji još nekoliko vrsta istih morfoloških značajki, samo su mnogo manje. Naša velika sunčanica toliko je svojstvena da ne postoji opasnost od zamjene nejestivim gljivama.

## Vanjske poveznice
|  | Zajednički poslužitelj ima stranicu o temi Velika sunčanica |
|  | Wikivrste imaju podatke o taksonu Velika sunčanica          |